# Vespadelus finlaysoni
Vespadelus finlaysoni é uma espécie de morcego da família Vespertilionidae. Endêmica da Austrália.